# Aydın Boysan

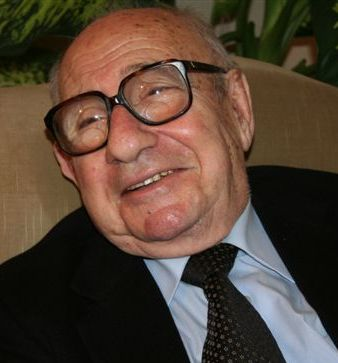
Aydın Boysan (2008)

Aydın Boysan (* 17. Juni 1921 in Istanbul; † 5. Januar 2018 ebenda) war ein türkischer Architekt sowie Autor und Kolumnist.
Boysan studierte Architektur an der Akademie der schönen Künste (heute Mimar Sinan Üniversitesi). Er war Professor an der İstanbul Teknik Üniversitesi von 1957 bis 1972. Zwischen 1945 und 1999 war er als Architekt tätig und gewann zahlreiche nationalen und internationalen Wettbewerbe. Aydın Boysan war zudem bekannt als Autor und Kolumnist, unter anderem bei der Tageszeitung Hürriyet.